# Patapsco (rivier)
De Patapsco (Engels: Patapsco River) is een 63 kilometer lange rivier in de Amerikaanse staat Maryland. Ze mondt uit in de Chesapeake Bay en de benedenloop, die onderhevig is aan de getijden, vormt de haven van Baltimore. De rivier is een belangrijke transportroute van en naar die haven.  
De naam is mogelijk afkomstig van het Algonkisch pota-psk-ut, wat 'op de uitstekende rotsrand' betekent.
- Library of Congress Control Number: sh85098628
- National Archives and Records Administration: 10038798
- Nationale Bibliotheek van Israël: 987007529547505171